# Фторантимонова кислота
Фторантимонова кислота ― неорганічна сполука з хімічною формулою SbHF6. Являє собою суміш фтороводню і пентафториду стибію, що містить різні катіони та аніони (найпростішими є H
2F+
 і SbF−
6). Ця суміш є суперкислотою, яка, з точки зору корозійної активності, у трильйони разів сильніша за 100% сірчану кислоту з точки зору її протонної здатності, виміряної функцією Гаммета. Вона навіть протонує деяку кількість вуглеводнів, щоб отримати пентакоординатні карбокатіони (іони карбонію). Як і її прекурсор фтороводню, вона руйнує скло, але її можна зберігати в контейнерах, покритих ПТФЕ (тефлон) або ПФА.

## Хімічний склад
Фторантимонова кислота утворюється шляхом з'єднання фтористого водню і пентафториду стибію:
SbF5 + 2HF  SbF−
6 + H2F+
Специфікація (тобто перелік компонентів) фторантимонової кислоти є складною. Спектроскопічні вимірювання показують, що фторантимонова кислота складається із суміші HF-сольватованих протонів, [(HF)nH]+ (таких як H3F+2), і SbF5-аддукти фтору, [(SbF5)nF] – (такі як Sb4F−21). Таким чином, формула "[H2F]+[SbF6]−" є зручним, але надто спрощеним наближенням справжнього складу. Тим не менш, надзвичайна кислотність цієї суміші очевидна з надзвичайно поганої здатності сполук, присутніх у розчині, сприймати протони. Фтороводнева кислота, слабка кислота у водному розчині, яка, як правило, взагалі не має помітної основності за Бренстедом, насправді є найсильнішою основою Бренстеда в суміші, протонуючи до H2F+ так само, як вода протонує до H3O+ у водному розчині кислоти. У результаті часто кажуть, що кислота містить «голі протони», хоча «вільні» протони насправді завжди пов’язані з молекулами фтороводню. Саме іон флюору пояснює надзвичайну кислотність фторантимоної кислоти. Протони легко мігрують через розчин, переходячи від H2F+ до HF, якщо він присутній, за допомогою механізму Гроттгусса.
Два споріднені продукти були кристалізовані із суміші фторантимонової кислоти, і обидва були проаналізовані методом монокристалічної рентгенівської кристалографії. Ці солі мають формули [H
2F+
] [Sb
2F−
11] і [H
3F+
2] [Sb
2F−
11]. В обох солях аніоном є Sb
2F−
11. Як згадувалося вище, SbF−
6 – слабоосновний; більший аніон Sb
2F−
11. Очікується, що Sb
2F−
11 буде ще слабшою базою.

## Кислотність
Фторантимонова кислота є найсильнішою суперкислотою на основі виміряного значення її функції кислотності Гаммета (H0), яка була визначена для різних співвідношень HF : SbF5. H0 фтороводню дорівнює −15. Розчин фтороводню, що містить 1 моль % пентафториду стибію (SbF5) становить -20. H0 дорівнює −21 для 10 моль %. Для > 50 моль % SbF5, H0 становить від -21 до -23. Найнижча досягнута H0 становить близько -28. Наступні значення H0 показують, що фторантимонова кислота сильніша за інші суперкислоти. Про підвищену кислотність свідчать менші (в даному випадку більш негативні) значення H0 .
- Фторантимонова кислота (−23 > H0 > −28)
- Магічна кислота (H0 = −23)
- Карборанова кислота (H0 < −18)
- Фторсульфатна кислота (H0 = −15)
- Трифлієва кислота (H0 = −15)
- Перхлоратна кислота (H0 = −13)

З перерахованих вище тільки карборанові кислоти, H0 яких неможливо визначити безпосередньо через їх високу температуру плавлення, можуть бути сильнішими кислотами, ніж фторантимонова кислота.
Значення H0 вимірює здатність до протонування основної рідкої кислоти, і це значення було безпосередньо визначено або оцінено для різних складів суміші. pKa, з іншого боку, вимірює рівновагу дисоціації протона дискретного хімічного виду при розчиненні в конкретному розчиннику. Оскільки фтороантимонова кислота не є одним хімічним видом, її значення pKa не є чітко визначеним.
Кислотність газової фази (КГФ) окремих видів, присутніх у суміші, була розрахована за допомогою методів теорії функціоналу густини. (Фазу розчинення pKa цих видів, у принципі, можна оцінити, беручи до уваги енергію сольватації, але, здається, нічого подібного не повідомлялося в літературі станом на 2019 рік.) Наприклад, іонна пара [H2F]+·SbF–
6, за оцінками, мав КГФ 254 ккал/моль. Для порівняння, широко поширена суперкислота трифлієва кислота (TfOH), є значно слабшою кислотою за цим показником із середнім показником ефективності 299 ккал/моль. Однак певні карборанові кислоти мають КГФ нижчі, ніж [H2F]+·SbF–
6. Наприклад, H(CHB11Cl11) має експериментально визначений КГФ 241 ккал/моль.

## Реакції
Розчин фторантимонової кислоти настільки реакційноздатний, що важко визначити середовище, з яким він не реагує. Матеріали, сумісні з фторантимоновою кислотою як розчинником, включають SO2ClF і діоксид сірки; також були використані деякі хлорфторвуглеводні. Контейнери для HF·SbF5 виготовлені з ПТФЕ.
Розчини фторантимонової кислоти розкладаються при нагріванні, утворюючи газоподібний фтористий водень і рідкий пентафторид стибію при температурі 40°С.
Будучи суперкислотою, розчини фторантимонової кислоти протонують майже всі органічні сполуки, часто викликаючи дегідрування або дегідратацію. У 1967 році Бікель і Хогевен показали, що 2HF·SbF5 реагує з ізобутаном і неопентаном з утворенням іонів карбенію:
(CH3)3CH + H+ → (CH3)3C+ + H2
(CH3)4C + H+ → (CH3)3C+ + CH4
Він також використовується в синтезі комплексів тетраксенозолота.

## Безпека
Фторантимонова кислота є сильно корозійною речовиною, яка бурхливо реагує з водою. Її нагрівання також небезпечно, оскільки вона розкладається на токсичний газоподібний фтористий водень. Для суперкислот, які димлять і є токсичними, необхідно використовувати відповідні засоби індивідуального захисту. Крім обов'язкових рукавичок і захисних окулярів, також рекомендується використання маски і респіратора. Не рекомендується використовувати звичайні лабораторні рукавички, оскільки ця кислота може реагувати з ними. Під час роботи з цією корозійною речовиною або під час наближення до неї потрібно завжди носити захисне спорядження, оскільки фторантимонова кислота може протонувати будь-яку сполуку в організмі людини.

## Дивись також
- Фтористоборна кислота
- Фторсульфонова кислота
- Гексафторфосфорна кислота